# Monti Naukluft
I Monti Naukluft (in afrikaans e in tedesco: Naukluftberge), per lo più chiamati semplicemente Naukluft, sono una catena montuosa situata nella parte centrale della Namibia, nell'Africa del Sud-Ovest.
La parte meridionale della catena montuosa forma il bordo orientale del Parco nazionale di Namib-Naukluft; situati a nord del canyon di Sesriem, monti si innalzano in media di circa 1000 m rispetto al livello del terreno circostante e le vette più elevate arrivano a quasi 2000 m sul livello del mare. La catena si presenta come un'importante barriera naturale, che forma una parte prominente della Grande Scarpata e si staglia chiaramente rispetto all'arido ambiente circostante.
Il nome dei monti deriva da una stretta gola (Nau-Kluft) situata nella parte orientale della catena.
Nonostante la generale aridità della Namibia, la catena del Naukluft presenta un panorama di tipo decisamente montano, con gole profonde in cui riescono a scorrere per tutto il corso dell'anno, numerosi ruscelli che formano anche delle cascate dopo le piogge intense.
I monti sono noti per la presenza di una consistente fauna selvatica che include zebre di montagna e leopardi, oltre a numerose specie animali di piccola taglia e a volatili.

## Geologia
I Monti Naukluft sono formati da un complesso a nappe; consistono di una serie di unità rocciose che sono state trasportate verso sudest da un importante fenomeno di sovrascorrimento. Le prime mappe geologiche della catena montuosa sono state redatte a partire dal 1935 dai geologi tedeschi Henno Martin e Hermann Korn.
Il basamento cristallino del Naukluft è di origine vulcanica e risale al Precambriano. La sua età è di oltre 1 miliardo di anni. Al di sopra del basamento ci sono una serie di strati rocciosi formati da sedimenti costituiti principalmente da dolomia, quarzite e shale, depositatisi in ambiente di acque poco profonde nel corso dell'orogenesi Damara, tra 700 e 530 milioni di anni fa.

Durante una fase di formazione di glaciazione nel Permiano o nel Carbonifero, si è formata una grande valle trasversale che inizialmente era piena di sedimenti che risultano coevi a quelli dei Monti Otavi, dove sono state descritte evidenze della Terra a palla di neve da parte del geologo canadese Paul Hoffman. La litologia dei Monti Naukluft è simile, ma i sedimenti sono stati sottoposti a una serie di pieghe geologiche cosicché la stratigrafia originale risulta deformata e invertita.
La catena montuosa è stata intensamente studiata per investigare le ragioni dell'elevato spostamento delle rocce in conseguenza di uno sovrascorrimento su faglie con piccoli angoli di inclinazione. Il basamento cristallino contiene rocce minerali a struttura granulare considerata da alcuni autori risultante da intrusioni di evaporite, mentre da altri come alterazioni conseguenti a spostamenti conseguenti ad attività sismica. La maggior parte degli autori concorda comunque sul fatto che l'effetto lubrificante degli strati granulari ha favorito lo spostamento durante i periodi  in cui la faglia era attiva.